# Alice Davenport
Alice Davenport (Nueva York; 29 de febrero de 1864 – Los Ángeles, California; 24 de junio de 1936) fue una actriz cinematográfica estadounidense.
Nacida en la ciudad de Nueva York, su verdadero nombre era Alice Shepphard. Debutante como actriz teatral a los cinco años de edad, actuó en un total de unos 140 filmes entre 1911 y 1930.
Alice Davenport falleció en 1936 en Los Ángeles, California. Estuvo casada con el actor y director cinematográfico Harry Davenport.

## Selección de su filmografía
- That Ragtime Band (1913)
- Passions, He Had Three (1913)
- The Telltale Light (1913)
- The Riot (1913)
- Mabel's Dramatic Career (1913)
- Mother's Boy (1913)
- A Quiet Little Wedding (1913)
- A Ride for a Bride (1913)
- Some Nerve (1913)
- He Would a Hunting Go (1913)
- The Under-Sheriff (1914)
- A Robust Romeo (1914)
- Mabel's Strange Predicament (1914)
- The Star Boarder (1914)
- Caught in a Cabaret (1914)
- Charlot y la sonámbula (1914)
- The Property Man (Charlot regisseur) (1914)
- Gentlemen of Nerve (Mabel y Charlot en las carreras) (1914)
- Fatty's Wine Party (1914)
- The Sea Nymphs (1914)
- Mabel and Fatty's Married Life (1915)
- Rum and Wall Paper (1915)
- Mabel and Fatty's Wash Day (1915)
- Mabel, Fatty and the Law (1915)
- That Little Band of Gold (1915)
- Wished on Mabel (1915)
- Mabel's Wilful Way (1915)
- Fickle Fatty's Fall (1915)
- Fatty and the Broadway Stars (1915)
- Ramona (1916)
- Luke Wins Ye Ladye Faire (1917)
- The Show (1922)